# Campeonato Europeo de Tiro con Arco en Sala de 1985
El II Campeonato Europeo de Tiro con Arco en Sala se celebró en Odense (Dinamarca) entre el 15 y el 16 de marzo de 1985 bajo la organización de la Unión Europea de Tiro con Arco (WAE) y la Federación Danesa de Tiro con Arco.

## Resultados

### Masculino
| Evento                  | Oro                                                         | Plata                                                    | Bronce                                                      |
| ----------------------- | ----------------------------------------------------------- | -------------------------------------------------------- | ----------------------------------------------------------- |
| Arco recurvo individual | Yuri Leontiev URSS                                          | Munko-Badra Dashitserenov URSS                           | Göran Bjerendal · Suecia                                    |
| Arco recurvo por equipo | Yuri Leontiev Munko-Badra Dashitserenov Yaroslav Gusak URSS | Göran Bjerendal · Mats Nordlander · Tommy Quick · Suecia | Konrad Kwiecień · Krzysztof Włosik · Jan Popowicz · Polonia |

### Femenino
| Evento                  | Oro                                                             | Plata                                          | Bronce                                                        |
| ----------------------- | --------------------------------------------------------------- | ---------------------------------------------- | ------------------------------------------------------------- |
| Arco recurvo individual | Yelena Marfel URSS                                              | Zebiniso Rustamova URSS                        | Sirkka Karinkanta · Finlandia                                 |
| Arco recurvo por equipo | Yelena Marfel Zebiniso Rustamova Janda-Tsyren Gombozhapova URSS | Erika Wölfe Brigitte Herth Ingeborg Stroer RFA | Sirkka Karinkanta · Aino Mäkelä · Päivi Meriluoto · Finlandia |

## Medallero
| Núm. | País      | Oro | Plata | Bronce | Total |
| ---- | --------- | --- | ----- | ------ | ----- |
| 1    | URSS      | 4   | 2     | 0      | 6     |
| 2    | Suecia    | 0   | 1     | 1      | 2     |
| 3    | RFA       | 0   | 1     | 0      | 1     |
| 4    | Finlandia | 0   | 0     | 2      | 2     |
| 5    | Polonia   | 0   | 0     | 1      | 1     |
|      | TOTAL     | 4   | 4     | 4      | 12    |